# Aeroportul Internațional Newport News/Williamsburg
Aeroportul Internațional Newport News/Williamsburg (IATA: PHF, ICAO: KPHF, FAA LID: PHF) este un aeroport din Virginia, Statele Unite ale Americii ce deservește zona Virginia Peninsula⁠(d). Aeroportul a fost tranzitat în 2019 de 422.974 de pasageri.
Situat la o altitudine de 13 m, aeroportul dispune de 2 piste.

## Infrastructură

### Piste
Aeroportul dispune de 2 piste. Pista 02/20 are dimensiunile 6.526 picioare × 150 picioare. Pista 07/25 are suprafața de asfalt și dimensiunile 8.003 picioare × 150 picioare. 